# Rhytidhysteron
Rhytidhysteron es un género de hongos en la familia Patellariaceae.

## Especies
- Rhytidhysteron brasiliense
- Rhytidhysteron discolor
- Rhytidhysteron dissimile
- Rhytidhysteron fuscum
- Rhytidhysteron guaraniticum
- Rhytidhysteron indicum
- Rhytidhysteron javanicum
- Rhytidhysteron opuntiae
- Rhytidhysteron prosopidis
- Rhytidhysteron quercinum
- Rhytidhysteron rufulum
- Rhytidhysteron scortechinii
- Rhytidhysteron viride